# Покотилівка (станція)
Покоти́лівка — проміжна залізнична станція 4 класу Харківського залізничного вузла Лозівського напрямку. Розташована у смт Покотилівка Харківського району Харківської області. Відноситься до Харківської дирекції залізничних перевезень Південної залізниці. Заснована у 1869 році.
Розташована між станціями Харків-Пасажирський (10 км) і Мерефа, а також між зупинними пунктами Карачівка та Науковий.
На станції зупиняються потяги приміського сполучення з Харкова у напрямку Мерефи, Лозової та Змієва. Вантажні операції не виконуються.

## Історія
Станція Покотилівка була створена під час прокладання Курсько-Харково-Азовської залізниці у 1869 році.
Назва «Покотилівка» імовірно походить від того, що через значні ухили все «котилося».
Пізніше поблизу станції з'явилось селище Покотилівка.
У 1957 році станція була електрифікована постійним струмом.
До станції приписано низку зупинних пунктів: Липовий Гай, Карачівка, Науковий, Високий, Зелений Гай, Південний та Комарівка.
Начальник станції — Тетяна Зінченко (з 2005), чергова по станції — Н. Шевченко. В колективі станції працює 25 осіб.